# ハーバート・クエインの作品の検討
『ハーバート・クエインの作品の検討』（ハーバート・クエインのさくひんのけんとう、Examen de la obra de Herbert Quain）は、ホルヘ・ルイス・ボルヘスによる小説。『伝奇集』に収録されている。架空の作家ハーバート・クエインの4つの作品に関する書評と批評という体裁をとった短編作品。

## 評論されている作品
迷宮の神
ハーバート・クエインのデビュー作である推理小説。エラリー・クイーンの『シャム双生児の謎』の直前に刊行された。表面的にはスタンダードな推理小説で、殺人事件を探偵が解決する。ところが最後に「二人のチェス指しの出会いは偶然だったと皆が信じていた」という一文が探偵の解決が誤りであることを暗示する。そうして本文を精読すると、探偵が発見しえなかった真実を読者が発見するという仕掛けになっている。
April March(四月、三月)
筋書が逆行分岐する小説。序章でまず曖昧なシーンが提示され、次の章ではそれを補完する前日の様子が語られる。こうして作品は逆行していくのだが、三、四章には二章とはまた別の、序章の前日の様子が語られ、物語が過去に向かって三つに分岐する。さらにそれぞれについて三つに分岐した章がつくことで、物語は三部立て九つの筋書をもつことになる。
秘密の鏡
二部立ての演劇。劇的で絢爛豪華な世界を描いた長大な第一部と、実は第一部は貧乏長屋の仲買人が雑誌のポートレイトの女性との疑似恋愛を妄想したものだった、というあっさりした第二部からなる。フロイトの影響をうけた喜劇という批評を得たが、それは作者の意図とは全く違うものだという。
提示
故意に未完で終わらせた作品群からなる小説集。「読者はすでに死滅した種であり、作家でないような人間はいない」という思想に基づき、「創造」という文学最大の喜びを提供するべく、読者自身が作者になったように信じこませるように書かれている。ちなみに、私(ボルヘス)もこの作品を基にして「円環の廃墟」を書いたのだ、という注釈がついている。